# Turn-Weltmeisterschaften 1981
Die 21. Turn-Weltmeisterschaften fanden 1981 vom 22. bis 29. November im Sportkomplex Olimpijski von Moskau, Sowjetunion statt. An ihnen nahmen 375 Athleten aus 37 Ländern teil. Die Gastgeber waren mit neun Titeln die erfolgreichste Mannschaft dieser Weltmeisterschaften. Sie gewannen neben beiden Mannschafts- und Einzeltiteln, noch weitere fünf an den Geräten. Die DDR sicherte sich ebenfalls fünf Titel an den Geräten, wobei Maxi Gnauck dreimal erfolgreich war.

## Ergebnisse

### Männer

#### Einzel-Mehrkampf
| Rang | Athlet            | Punkte  |
| ---- | ----------------- | ------- |
| 01   | Juri Koroljow     | 118,375 |
| 02   | Bohdan Makuz      | 118,350 |
| 03   | Kōji Gushiken     | 117,975 |
| 04   | Tong Fei          | 117.700 |
| 05   | Roland Brückner   | 117.325 |
| 06   | Li Ning           | 117.000 |
| 07   | Li Xiaoping       | 116.925 |
| 07   | Koji Sotomura     | 116.925 |
| 09   | Nobuyuki Kajitani | 116.900 |
| 10   | Michael Nikolay   | 116.850 |
| …    |                   |         |
| 14   | Jürgen Nikolay    | 116.075 |
| 19   | Jürgen Geiger     | 115.525 |
| 21   | Eberhard Gienger  | 115.475 |
| 23   | Volker Rohrwick   | 115.300 |

#### Mannschaft
Die bereits nach der Pflicht in Führung liegenden Gastgeber, verteidigten ihren Titel nach der Mannschaftskür erfolgreich vor Japan. Der dritte Platz ging an China, die sich erst am letzten Gerät gegenüber der DDR durchsetzen konnten.
| Rang | Land                | Athleten                                                                                           | Punkte |
| ---- | ------------------- | -------------------------------------------------------------------------------------------------- | ------ |
| 1    | Sowjetunion         | Juri Koroljow, Bohdan Makuz, Alexander Ditjatin, Alexander Tkatschow, Artur Akopjan, Pavel Sut     | 588.95 |
| 2    | Japan               | Nobuyuki Kajitani, Kōji Gushiken, Koji Sotomura, Kiyoshi Goto, Kyoji Yamawaki, Toshiro Kanai       | 585,85 |
| 3    | Volksrepublik China | Tong Fei, Li Ning, Li Xiaoping, Huang Yubin, Peng Yaping, Li Yuejiu                                | 583,90 |
| 4    | DDR                 | Roland Brückner, Michael Nikolay, Jürgen Nikolay, Ralf-Peter Hemmann, Andreas Bronst, Bernd Jensch | 583,75 |
| 5    | Vereinigte Staaten  | Bart Conner, Peter Vidmar, Jim Hartung, Scott Johnson, Tim Daggett, Phil Cahoy                     | 577,30 |
| 6    | BR Deutschland      | Eberhard Gienger, Jürgen Geiger, Edgar Jorek, Volker Rohrwick, Benno Groß, Daniel Winkler          | 576,10 |

#### Boden
| Rang | Athlet              | Punkte |
| ---- | ------------------- | ------ |
| 1    | Juri Koroljow       | 19,775 |
| 1    | Tong Fei            | 19,775 |
| 3    | Kōji Gushiken       | 19,650 |
| 4    | Peng Yaping         | 19.475 |
| 5    | Alexander Tkatschow | 19.450 |
| 6    | Michael Nikolay     | 19.400 |
| 7    | Nobuyuki Kajitani   | 19.325 |
| 8    | Andreas Bronst      | 19.025 |

#### Pauschenpferd
| Rang | Athlet             | Punkte |
| ---- | ------------------ | ------ |
| 1    | Michael Nikolay    | 19,900 |
| 1    | Li Xiaoping        | 19,900 |
| 3    | Juri Koroljow      | 19,875 |
| 3    | György Guczoghy    | 19,875 |
| 5    | Kiyoshi Goto       | 19.750 |
| 6    | Alexander Ditjatin | 19.650 |
| 7    | Kōji Gushiken      | 19.500 |
| 8    | Li Ning            | 19.225 |

#### Ringe
| Rang | Athlet             | Punkte |
| ---- | ------------------ | ------ |
| 1    | Alexander Ditjatin | 19.825 |
| 2    | Huang Yubin        | 19,700 |
| 3    | Bohdan Makuz       | 19,650 |
| 4    | Tong Fei           | 19.625 |
| 5    | Nobuyuki Kajitani  | 19.600 |
| 6    | Roland Brückner    | 19.550 |
| 7    | Ferenc Donáth      | 19.500 |
| 8    | Willi Moy          | 19.450 |

#### Sprung
| Rang | Athlet             | Punkte |
| ---- | ------------------ | ------ |
| 1    | Ralf-Peter Hemmann | 19.900 |
| 2    | Artur Akopjan      | 19.850 |
| 3    | Bohdan Makuz       | 19.800 |
| 4    | Casimiro Suarez    | 19.750 |
| 5    | Michael Nikolay    | 19.650 |
| 6    | Jean-Luc Cairon    | 19.600 |
| 7    | Jim Hartung        | 19.550 |
| 8    | Edgar Jorek        | 19.475 |

#### Barren
| Rang | Athlet             | Punkte |
| ---- | ------------------ | ------ |
| 1    | Alexander Ditjatin | 19.825 |
| 1    | Kōji Gushiken      | 19.825 |
| 3    | Nobuyuki Kajitani  | 19.800 |
| 4    | Bohdan Makuz       | 19.775 |
| 5    | Michael Nikolay    | 19.725 |
| 6    | Jürgen Nikolay     | 19.675 |
| 6    | Tong Fei           | 19.675 |
| 8    | Eberhard Gienger   | 19.275 |

#### Reck
| Rang | Athlet              | Punkte |
| ---- | ------------------- | ------ |
| 1    | Alexander Tkatschow | 19.900 |
| 2    | Artur Akopjan       | 19.875 |
| 2    | Eberhard Gienger    | 19.875 |
| 4    | Kiyoshi Goto        | 19.825 |
| 5    | Li Ning             | 19.750 |
| 6    | Kōji Gushiken       | 19.625 |
| 7    | Michael Nikolay     | 19.425 |
| 8    | Tong Fei            | 19.275 |

### Frauen

#### Einzel-Mehrkampf
| Rang | Athletin            | Punkte |
| ---- | ------------------- | ------ |
| 1    | Olga Bitscherowa    | 78,400 |
| 2    | Marija Filatowa     | 78,075 |
| 3    | Jelena Dawydowa     | 77,975 |
| 4    | Ma Yanhong          | 77.625 |
| 5    | Cristina Grigoraș   | 77.125 |
| 6    | Rodica Dunca        | 77.025 |
| 7    | Lavinia Agache      | 76.900 |
| 7    | Julianne McNamara   | 76.900 |
| 9    | Eva Marečková       | 76.825 |
| 9    | Steffi Kräker       | 76.825 |
| …    |                     |        |
| 13   | Annett Lindner      | 76.550 |
| 19   | Birgit Süß          | 76.200 |
| 25   | Sabine Blumtritt    | 74.725 |
| 28   | Dagmar Brannekämper | 73.975 |
| 32   | Yvonne Haug         | 73.375 |

#### Mannschaft
Souverän setzte sich der Gastgeber gegenüber China durch und gewann seinen siebten Titel seit 1954. Titelverteidiger Rumänien musste sich im Kampf um den dritten Platz der DDR geschlagen geben.
| Rang | Land                | Athletinnen                                                                                            | Punkte |
| ---- | ------------------- | --- | ------ |
| 1    | Sowjetunion         | Olga Bitscherowa, Natalja Ilijenko, Jelena Dawydowa, Marija Filatowa, Stella Sacharowa, Elena Polewaja | 389.30 |
| 2    | Volksrepublik China | Zhu Zheng, Ma Yanhong, Chen Yongyan, Wen Jia, Li Cuiling, Wu Jiani                                     | 384,60 |
| 3    | DDR                 | Steffi Kräker, Maxi Gnauck, Annett Lindner, Birgit Süß, Franka Voigt, Kerstin Klotzek                  | 382,10 |
| 4    | Rumänien            | Cristina Grigoraș, Rodica Dunca, Dumitrița Turner, Lavinia Agache, Emilia Eberle, Mihaela Stănuleț     | 381,50 |
| 5    | Tschechoslowakei    | Jana Labáková, Eva Marečková, Martina Polcrova, Katarína Šarišská, Jana Gajdošová, Jana Rulfová        | 379,65 |
| 6    | Vereinigte Staaten  | Julianne McNamara, Tracee Talavera, Kathy Johnson, Amy Koopman, Michelle Goodwin, Gina Stallone        | 379,45 |
| …    |                     | |        |
| 9    | BR Deutschland      | Sabine Blumtritt, Dagmar Brannekämper, Yvonne Haug, Astrid Beckers, Brigitta Lehmann, Barbara Scholz   | 371,30 |

#### Sprung
| Rang | Athletin         | Punkte |
| ---- | ---------------- | ------ |
| 1    | Maxi Gnauck      | 19.675 |
| 2    | Stella Sacharowa | 19.500 |
| 3    | Steffi Kräker    | 19.475 |
| 4    | Jelena Dawydowa  | 19.325 |
| 5    | Lavinia Agache   | 19.275 |
| 6    | Zhu Zheng        | 19.175 |
| 7    | Li Cuiling       | 19.100 |
| 8    | Eva Marečková    | 18.825 |

#### Stufenbarren
| Rang | Athletin          | Punkte |
| ---- | ----------------- | ------ |
| 1    | Maxi Gnauck       | 19.900 |
| 2    | Ma Yanhong        | 19.800 |
| 3    | Jelena Dawydowa   | 19.700 |
| 3    | Julianne McNamara | 19.700 |
| 5    | Cristina Grigoraș | 19.650 |
| 6    | Chen Yongyan      | 19.500 |
| 7    | Lavinia Agache    | 19.450 |
| 8    | Olga Bitscherowa  | 19.400 |

#### Schwebebalken
| Rang | Athletin          | Punkte |
| ---- | ----------------- | ------ |
| 1    | Maxi Gnauck       | 19.525 |
| 2    | Chen Yongyan      | 19.275 |
| 3    | Tracee Talavera   | 19.250 |
| 3    | Wu Jiani          | 19.250 |
| 5    | Julianne McNamara | 19.225 |
| 6    | Marija Filatowa   | 18.875 |
| 7    | Jelena Dawydowa   | 18.750 |
| 8    | Rodica Dunca      | 18.625 |

#### Boden
| Rang | Athletin           | Punkte |
| ---- | ------------------ | ------ |
| 1    | Natalja Ilijenko   | 19.850 |
| 2    | Jelena Dawydowa    | 19.775 |
| 3    | Soja Grantscharowa | 19.675 |
| 4    | Wen Jia            | 19.525 |
| 5    | Rodica Dunca       | 19.450 |
| 5    | Ma Yanhong         | 19.450 |
| 7    | Julianne McNamara  | 19.425 |
| 8    | Galina Marinowa    | 18.925 |

## Medaillenspiegel
| Rang | Land                | Gold | Silber | Bronze | Gesamt |
| ---- | ------------------- | ---- | ------ | ------ | ------ |
| 1    | Sowjetunion         | 9    | 6      | 5      | 20     |
| 2    | DDR                 | 5    | 1      | 2      | 8      |
| 3    | Volksrepublik China | 2    | 4      | 1      | 7      |
| 4    | Japan               | 1    | 1      | 3      | 5      |
| 5    | Vereinigte Staaten  | –    | –      | 2      | 2      |
| 6    | Bulgarien           | –    | –      | 1      | 1      |
| 6    | Ungarn              | –    | –      | 1      | 1      |